# Epiglottal konsonant
En epiglottal fon uttalas genom att struplocket lyfts mot struphuvudet.
I svenskan finns inga epiglottala fonem.
De epiglottala konsonanterna (med IPA-beteckning inom parentes) är:
- epiglottal klusil	[ʡ]
- epiglottala frikativor
  - tonande epiglottal frikativa [ʜ]
  - tonlös epiglottal frikativa [ʢ]